# Opuntia caracassana
Opuntia caracassana ist eine Pflanzenart in der Gattung der Opuntien (Opuntia) aus der Familie der Kakteengewächse (Cactaceae). Das Artepitheton caracassana weist auf den Fundort in der Nähe von Caracas in Venezuela hin.

## Beschreibung
Opuntia caracassana wächst strauchig mit ein bis mehreren aufrechten Trieben, ist reich verzweigt und erreicht Wuchshöhen von 1 bis 2 Meter. Die hellgrünen verkehrt eiförmigen bis elliptischen Triebabschnitte verjüngen sich zu beiden Enden hin und sind bis zu 25 Zentimeter lang. Die darauf befindlichen pfriemlichen Blattrudimente sind klein. Die zwei bis fünf ungleichen, hellgelben bis weißlichen Dornen sind 2,5 bis 4 Zentimeter lang.
Die gelben Blüten weisen eine Länge von 6 bis 7 Zentimeter auf. Die kleinen Früchte sind rot.

## Verbreitung, Systematik und Gefährdung
Opuntia caracassana ist in Venezuela und auf den benachbarten Inseln in Höhenlagen bis 1400 Metern verbreitet.
Die Erstbeschreibung erfolgte 1850 durch Joseph zu Salm-Reifferscheidt-Dyck.
In der Roten Liste gefährdeter Arten der IUCN wird die Art als „Least Concern (LC)“, d. h. als nicht gefährdet geführt. Die Entwicklung der Populationen wird als stabil angesehen.

## Nachweise